# Carlo Fontanesi
Carlo Fontanesi, dit Fontanesi II (né le 28 décembre 1931 à Castel d'Ario, en Lombardie), est un footballeur italien.

## Biographie
Frère d'Alberto Fontanesi, Carlo Fontanesi fut attaquant dans trois clubs (Unione Sportiva Antonio Toma Maglie (it), SPAL Ferrara et Foligno Calcio), ne remportant aucun titre.